# Pani Zima
Pani Zima (niem. Frau Holle) – niemiecka baśń ludowa, po raz pierwszy spisana przez braci Grimm i opublikowana w 1812 roku w zbiorze Baśni (tom 1, nr 24). Baśń znana jest też pod alternatywnym tytułem: Pani Zamieć.

## Treść
Pewna wdowa miała dwie córki. Jedna z nich, będąca pasierbicą, była piękną, dobrą i pracowitą dziewczyną o jasnych jak słońce włosach. Druga zaś z kolei, rodzona córka wdowy, była bardzo piękną, ale złą i leniwą dziewczyną o ciemnych jak noc włosach. Kobieta bardziej kochała tę drugą. Pasierbica na zlecenie macochy pracowała nad wrzecionem cały dzień, aż z palców leciała krew. Gdy poplamione krwią wrzeciono wpadło do studni, dziewczyna powiedziała o tym macosze. Ta zaś nie słuchając tego prosiła pasierbicę o odzyskanie wrzeciona. Biedna „pracowita dziewczyna” wróciła do studni i tam wskoczyła. Kiedy odzyskała przytomność, znalazła się na łące, wstała i ruszyła na poszukiwanie wrzeciona. Po drodze „pracowita dziewczyna” wyciągnęła z pieca bochenki chleba i wytrząsała dojrzałe jabłka z jabłoni. Później trafiła do pałacu Pani Zimy. Przez trzy dni wykonała wszystkie prace od sprzątania, aż po ścielenie pościeli. Później „pracowita dziewczyna” zaczęła tęsknić za domem. Pani Zima zaprowadziła ją do bramy. Gdy się brama otworzyła, deszcz złota spadł na „pracowitą dziewczynę”. Pani Zima słowami Oto nagroda za twoją pilność dała pasierbicy utracone wrzeciono. „Pracowita dziewczyna” po powrocie do domu opowiedziała macosze i siostrze o tym zdarzeniu. Kobieta widząc pasierbicę pokrytą złotem, postanowiła posłać swoją drugą córkę do pałacu Pani Zimy. Stojąc przy studni „leniwa dziewczyna” zraniła się cierniem i poplamiła wrzeciono. Wrzuciła je do studni i wskoczyła za nim. Tak jak jej siostra znalazła się na łące. Po drodze córce wdowy nie chciało się wyjąć bochenków chleba z pieca, ani wytrząsać jabłek z jabłoni. Gdy dotarła do pałacu Pani Zimy, wcale się jej nie bała. Przez trzy dni „leniwa dziewczyna” zaniedbywała pracę i nie zaścieliła łóżka. Pani Zima była z niej niezadowolona, zwolniła ją ze służby i zaprowadziła do bramy. Gdy się brama otworzyła, deszcz smoły spadł na „leniwą dziewczynę”. Pani Zima słowami Oto kara za twoje lenistwo zamknęła bramę. Córka wdowy wróciła do domu smutna i brudna. Zrozumiała, że nie może gardzić czyjąś pracą.

## Ekranizacje
- Cudowny świat Kopciuszka – niemiecki film animowany z 1975 roku
- Pani Zima – film z 1985 roku (koprodukcja międzynarodowa)
- Baśnie braci Grimm (Pani Zamieć – odcinek 2, seria 9) – japoński serial animowany (1987-1988)
- Baśnie Braci Grimm: Simsala Grimm (odcinek 31, seria 3) – niemiecki serial animowany z lat 1999-2000
- Pani Zamieć – niemiecki film z 2008 roku